# Jurków (województwo świętokrzyskie)
Jurków – wieś w Polsce położona w województwie świętokrzyskim, w powiecie buskim, w gminie Wiślica.
| SIMC    | Nazwa                 | Rodzaj    |
| ------- | --------------------- | --------- |
| 0277115 | Chałupki              | część wsi |
| 0277121 | Grzybsko              | część wsi |
| 0277138 | Osiedle za Cmentarzem | część wsi |
| 0277144 | Ośniki                | część wsi |
| 0277150 | Ośniki-Osiedle        | część wsi |

Wieś sołecka – zobacz jednostki pomocnicze gminy Wiślica w BIP.
Przez miejscowość przebiega szlak Małopolska Droga św. Jakuba.
W latach 1975–1998 miejscowość administracyjnie należała do województwa kieleckiego.

## Zabytki
- Neogotycki kościół pw. św. Teresy z Ávili. Wzniesiony w 1875 r. na miejscu dawnego kościoła drewnianego. Wpisany do rejestru zabytków nieruchomych (nr rej.: A.82 z 14.02.1976)[8].